# NGC 3815
NGC 3815 is een spiraalvormig sterrenstelsel in het sterrenbeeld Leeuw. Het hemelobject werd op 10 april 1785 ontdekt door de Duits-Britse astronoom William Herschel.

## Synoniemen
- UGC 6654
- MCG 4-28-25
- ZWG 127.30
- PGC 36288